# Conselheiro Lafaiete (tiểu vùng)
Conselheiro Lafaiete là một tiểu vùng thuộc bang Minas Gerais, Brasil. Tiều vùng này có diện tích 2946 km², dân số năm 2007 là 219467 người.